# Arthur Moreira Lima
Arthur Moreira Lima Jr. (Rio de Janeiro, 16 de julho de 1940 — Florianópolis, 30 de outubro de 2024) foi um pianista erudito brasileiro.

## Biografia
Arthur Moreira Lima começou a estudar piano aos seis anos de idade, tendo por professora Lúcia Branco que também tivera por alunos nomes como Tom Jobim ou Nelson Freire. Aos oito, tocou um concerto de Mozart com a Orquestra Sinfônica Brasileira. Seus mestres foram Lúcia Branco (Rio de Janeiro), Marguerite Long (Paris) e Rudolf Kehrer (Conservatório Tchaikovsky de Moscou).
Moreira Lima projetou-se internacionalmente na Competição Internacional de Piano Frédéric Chopin de 1965, em que conseguiu o segundo lugar. Laureou-se também em várias outras competições, incluindo a também prestigiosa Competição Internacional Tchaikovsky de 1970, ficando em terceiro lugar.

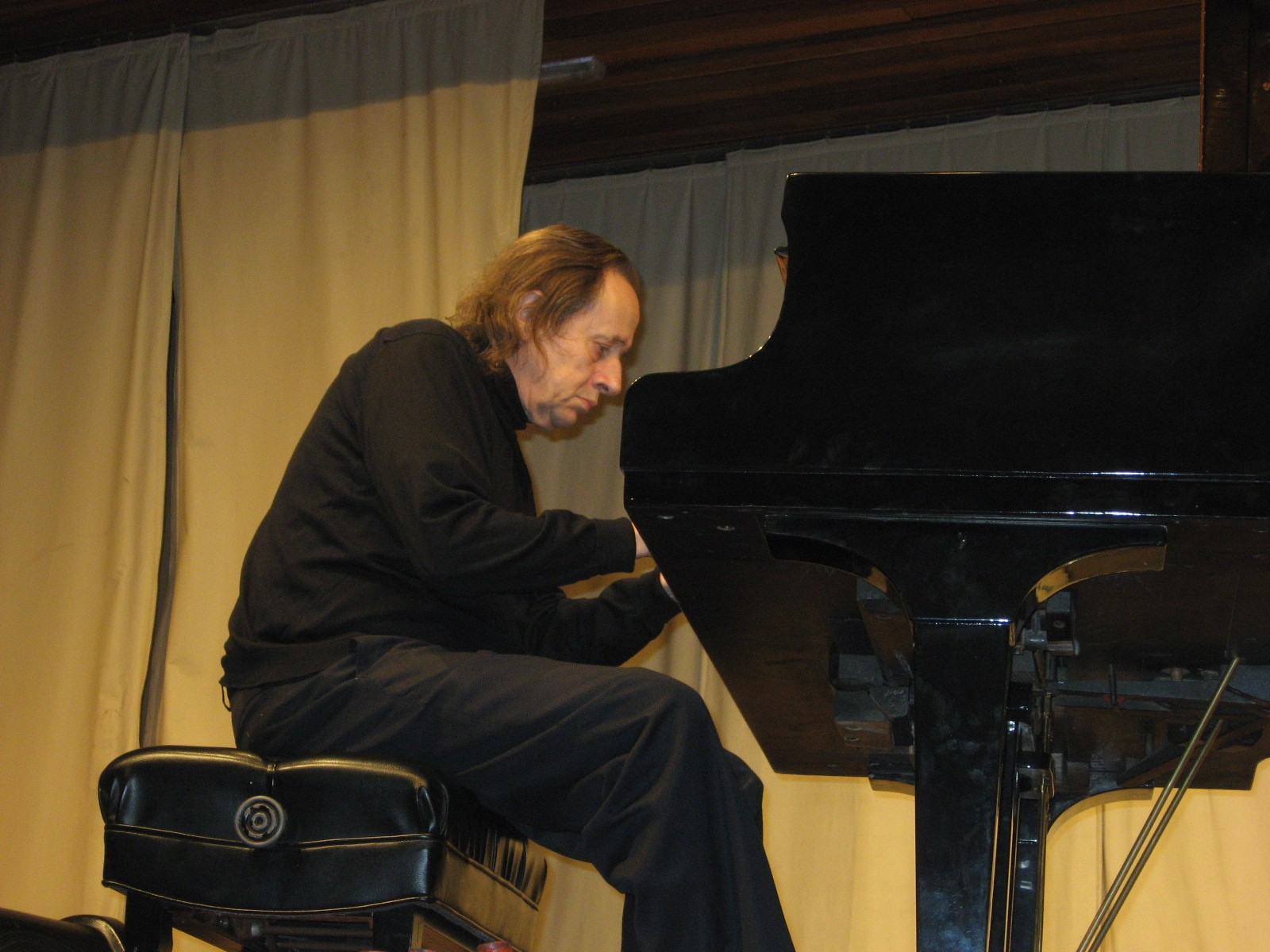
Arthur Moreira Lima em concerto.
(Caetité, 16 de julho de 2008)

Moreira Lima apresentou-se em diversas salas de concerto através da Europa e da América Latina e também nos Estados Unidos e na Rússia. É considerado um grande intérprete de compositores românticos como Chopin e Liszt e também de modernistas tais como Prokofiev e Villa-Lobos. Notabilizou-se também como um intérprete da música popular brasileira, gravando Ernesto Nazareth e clássicos do repertório do choro e do samba.
Moreira Lima criou o projeto Piano pela Estrada na área social, mesclando o popular ao erudito. O projeto faz parte de uma campanha pela democratização da cultura erudita, levando a música, através de um caminhão a partir do qual se monta um palco em uma hora, aos mais distantes cantos do Brasil. O Caminhão de Teatro participou antes de outros projetos sociais, antes de Arthur decidir criar o seu próprio, como Francisco - Um Rio de Música (2003), São Paulo 450 Anos, CTBC 40 Anos, Embratel 21 (todos em 2004), Light 100 Anos (2005), Nos Caminhos da Fronteira (2005-2006), Nos Caminhos de JK (2007) e Nos Caminhos dos Tropeiros (2009).
Durante muitos anos filiado ao Partido Democrático Trabalhista (PDT), Moreira Lima filiou-se em 2011 ao Partido Socialista Brasileiro (PSB) partido que, como lembrou no ato de filiação, teve como um de seus fundadores o seu tio Filipe Moreira Lima.
Arthur Moreira Lima faleceu no dia 30 de outubro de 2024, aos 84 anos, após lutar contra um câncer de intestino.